# Limenitis mahastha
Limenitis mahastha är en fjärilsart som beskrevs av Hans Fruhstorfer 1913. Limenitis mahastha ingår i släktet Limenitis och familjen praktfjärilar. Inga underarter finns listade i Catalogue of Life.